# FV104 サマリタン
FV104 サマリタンとは、CVR（T）（イギリス軍の装甲車の仕様）に基づいて作られた、イギリス陸軍の装甲救急車である。名称はサマリア人を意味し、聖書の「善きサマリア人のたとえ」から来ている。
指揮車両型のFV105 サルタンと同様、APC（装甲兵員輸送車）型のFV103 スパルタンよりも天井が高く、後部兵員室が看護室となり担架4床、椅子、担架と椅子の組み合わせが可能で、担架に乗せた重傷者なら4名、軽傷者なら最大6名を収容することができる。
救急車であることから火器は搭載していないが、ボンネットには発煙弾発射機を備えている。

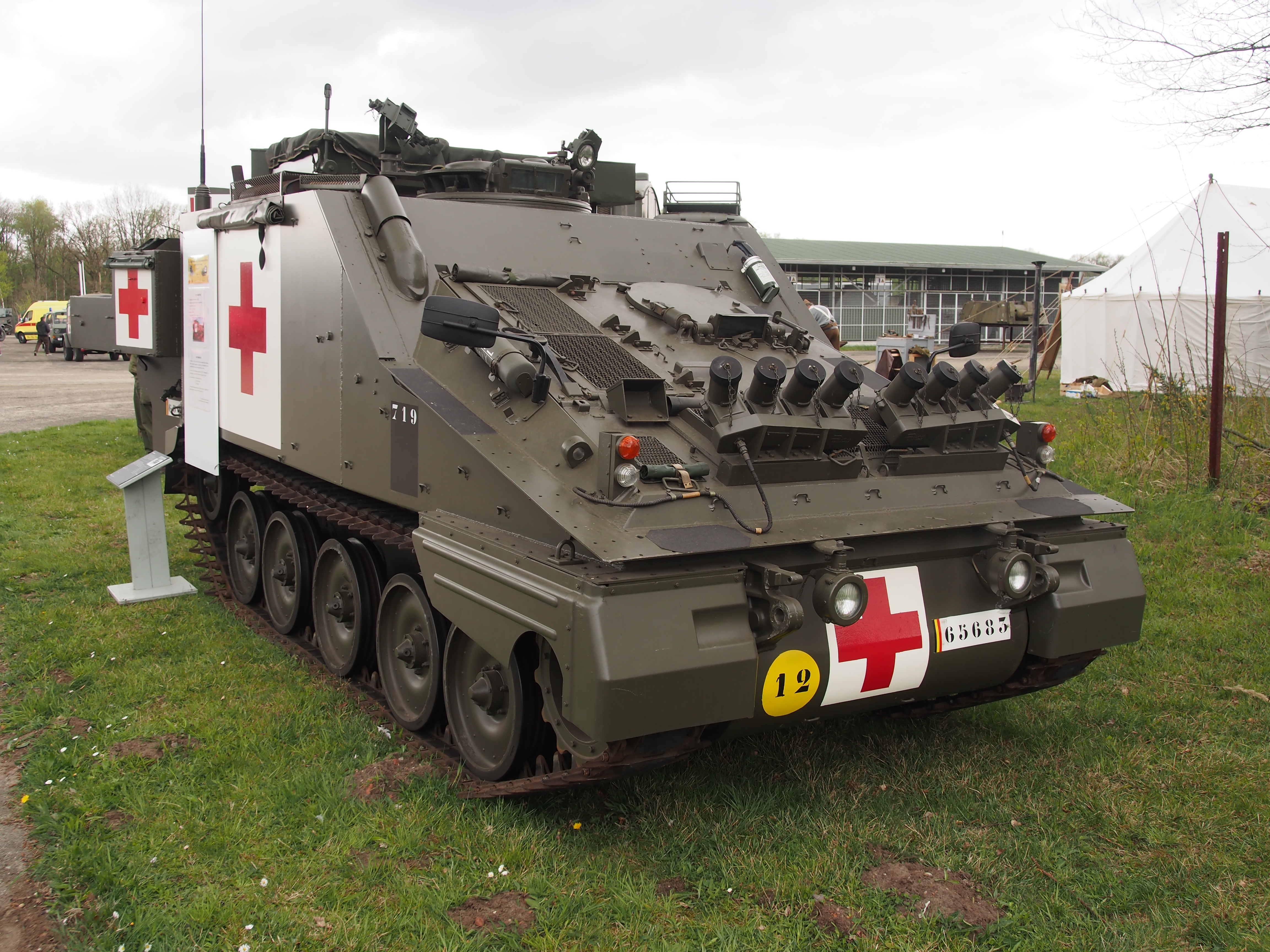
ボンネット上に並ぶ発煙弾発射機
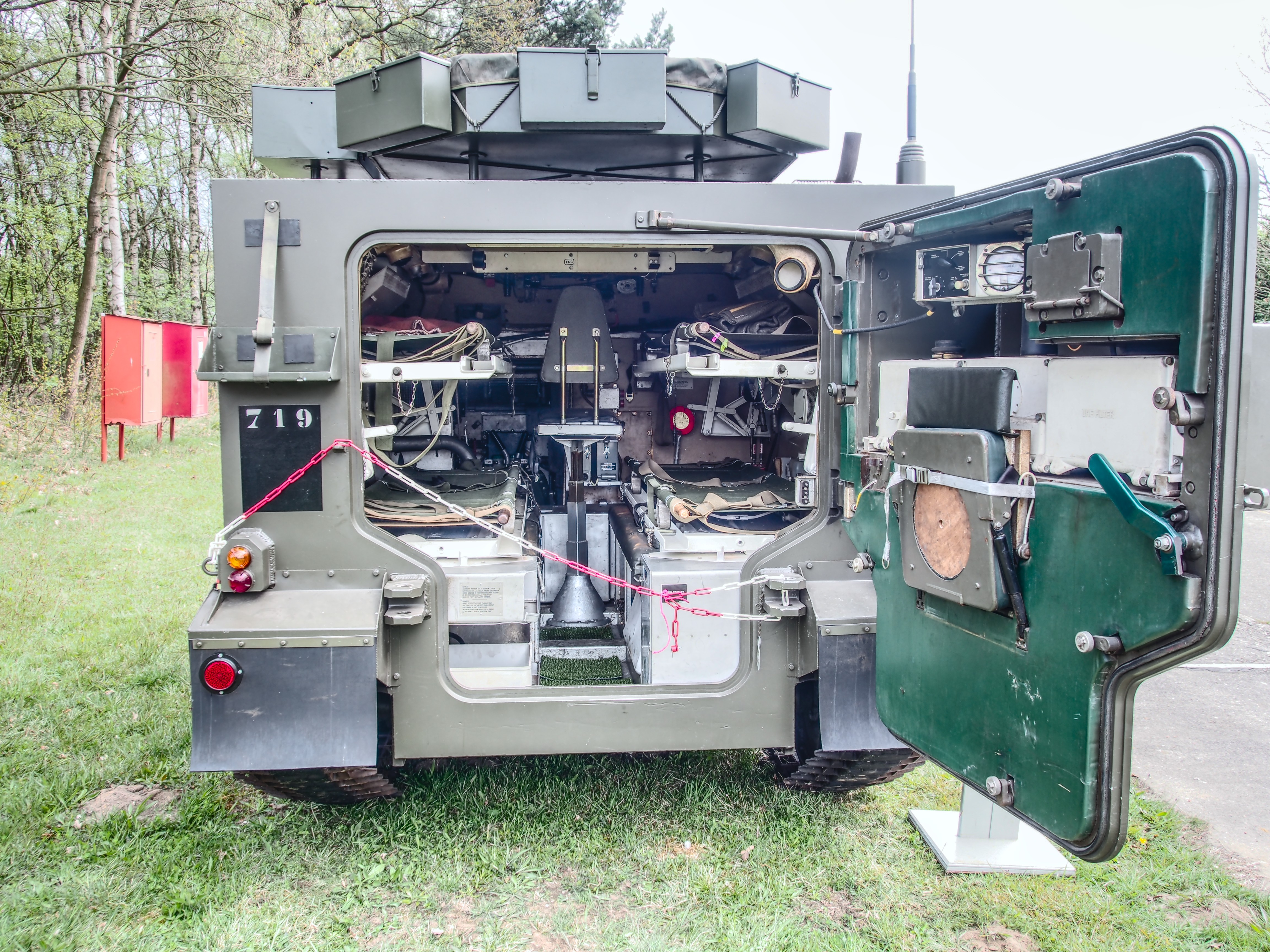
後部ハッチ
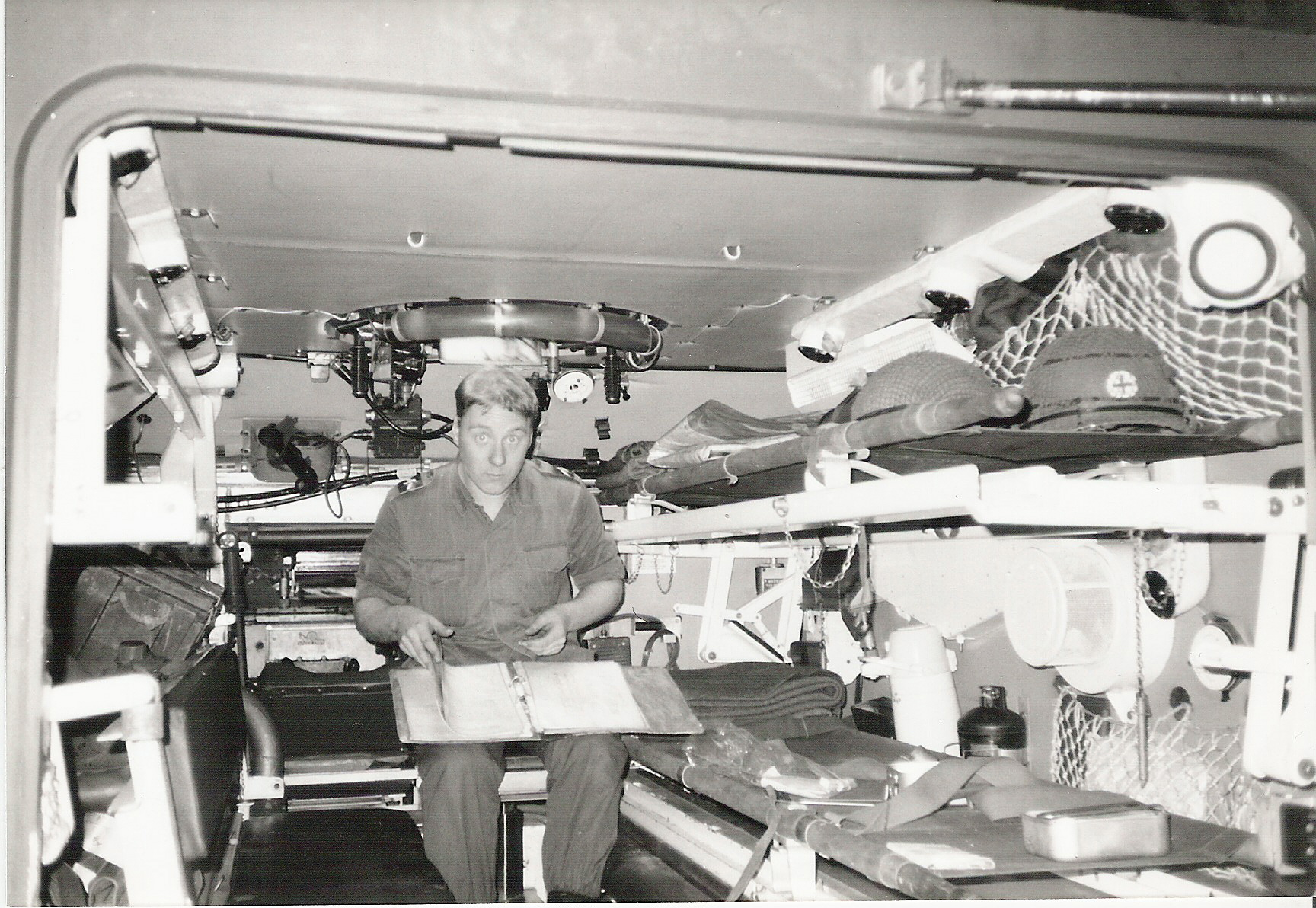
収容した状態。